# Interstate 22
Interstate 22 eller I-22 är en amerikansk väg, Interstate Highway, som när den är fullt utbyggd kommer att vara 343 km lång och gå från Memphis till Birmingham, Alabama.

## Delstater som vägen går igenom
- Mississippi
- Alabama